# 麥太
麥太是一個香港動漫角色，為一個女性擬人化豬角色:86，出自謝立文編撰、麥家碧繪畫的「麥兜」系列。故事中麥太是一名單親母親，其獨子為該系列主角麦兜，其夫是早已失蹤的麦炳。其名字為玉蓮:345:129。其形象被認為像典型的香港中年人。

## 設定與形象
作為「麥兜」系列主角麦兜的母親，麥太是該系列戲份頗重的角色，在各部動畫電影中皆有登場，其中在《麥兜菠蘿油王子》（2004年）和《麥兜．我和我媽媽》（2014年）中其經歷為故事的主線，在《麥兜响噹噹》（2009年）和《麥兜噹噹伴我心》（2012年）中則戲份稍遜，在《麥兜·飯寶奇兵》（2016年）中戲份顯著減少:11。
故事中麥太與麦兜構成了一個過著草根生活:272的單親家庭:146，兩人的對話常體現典型的香港市民文化:10。 麥太是一個潑辣又精打細算的母親:129，亦有溫柔的一面:9；具有創業精神，曾嘗試多種創業方式:142；時而表現出市井、平民式的生活智慧。在各種對作品的分析中，麥太常被指出有著典型香港人的特質（見評論章節）。主創謝立文則稱麥太的原型是「所有师奶和妈妈」。
麥太擅長以想像富足生活的方式來使兒子得到滿足感，包括在《麥兜故事》中以乘纜車到太平山頂，來想像乘飛機到馬爾代夫旅遊；及在《麥兜．我和我媽媽》中假裝中了六合彩。
麥太的髮型是香港家庭主婦常見的燙髮，戴上貼耳的珠耳環。《麥兜菠蘿油王子》中，任職工廠女工的年輕時代麥太，造型則是紮起辮子，穿著有襟布衫，參考1960年代的香港人打扮。:129-130

## 經歷
在系列前期作品中，麥太與麥兜居於九龍大角咀的唐樓（城市舊區）。2001年上映的電影首作《麥兜故事》講述麥兜從幼稚園開始的成長片段，直至成年。對於資質平庸的麥兜，麥太在此作中表現出，渴望他能出人頭地，將全部夢想寄託在他身上的態度:270-272。另一方面也描述麥太積極創業，其中她在自己開設的網絡烹飪節目中以取巧方式製作菜色「紙包雞」，成為該系列的知名橋段之一。
2004年上映的《麥兜菠蘿油王子》，憶述了任職工廠女工的年輕時代麥太，與其夫麥炳（暗示為「菠蘿油王子」）的相識經過，及麦炳的突然離去，該些回憶片段參照了1960年代的香港。在此作中麥太的生活態度象徵了著重未來（相對於象徵緬懷過去的麥炳、象徵活在當下的麥兜）:272。
2009年上映的《麥兜响噹噹》迎合了香港人北上尋找機會的潮流:141，講述麥太帶麥兜到武當山寄宿學習武術，期間麥太自己在武漢等中國內地城市做生意，但還是未能成功。:139-142
2012年上映的《麥兜噹噹伴我心》中，麥太熱衷炒賣股票。
2014年上映的《麥兜．我和我媽媽》，講述成年後的麦兜在麥太過世後成為神探波比，他憶述童年與麥太的各種生活點滴，當中麥太經歷了失業等挫折，但她仍勉力讓兒子獲得美滿生活的想像:273，從中反映麥太的母愛及教育方式。此作中出現的親戚「大表伯」，被推測為隱藏身份的麥炳。
2016年上映的《麥兜·飯寶奇兵》，講述麦兜成為鮮魚行小學的學生，麥太與他生活在鮮魚村，麥太以經營魚丸店維生。

## 配音
動畫系列先後由吴君如、謝月美作粵語配音，中國內地上映版本曾由宋丹丹作普通話配音。2018年香港海洋公園舉辦了一個麥兜主題活動，邀得吳君如再次為當中的麥太配音。系列早期導演袁建滔透露，最初起用金像影后吳君如擔任配音，是看上其「巴辣」（潑辣），但她卻意想不到地展現了母親角色的溫柔。

## 迴響

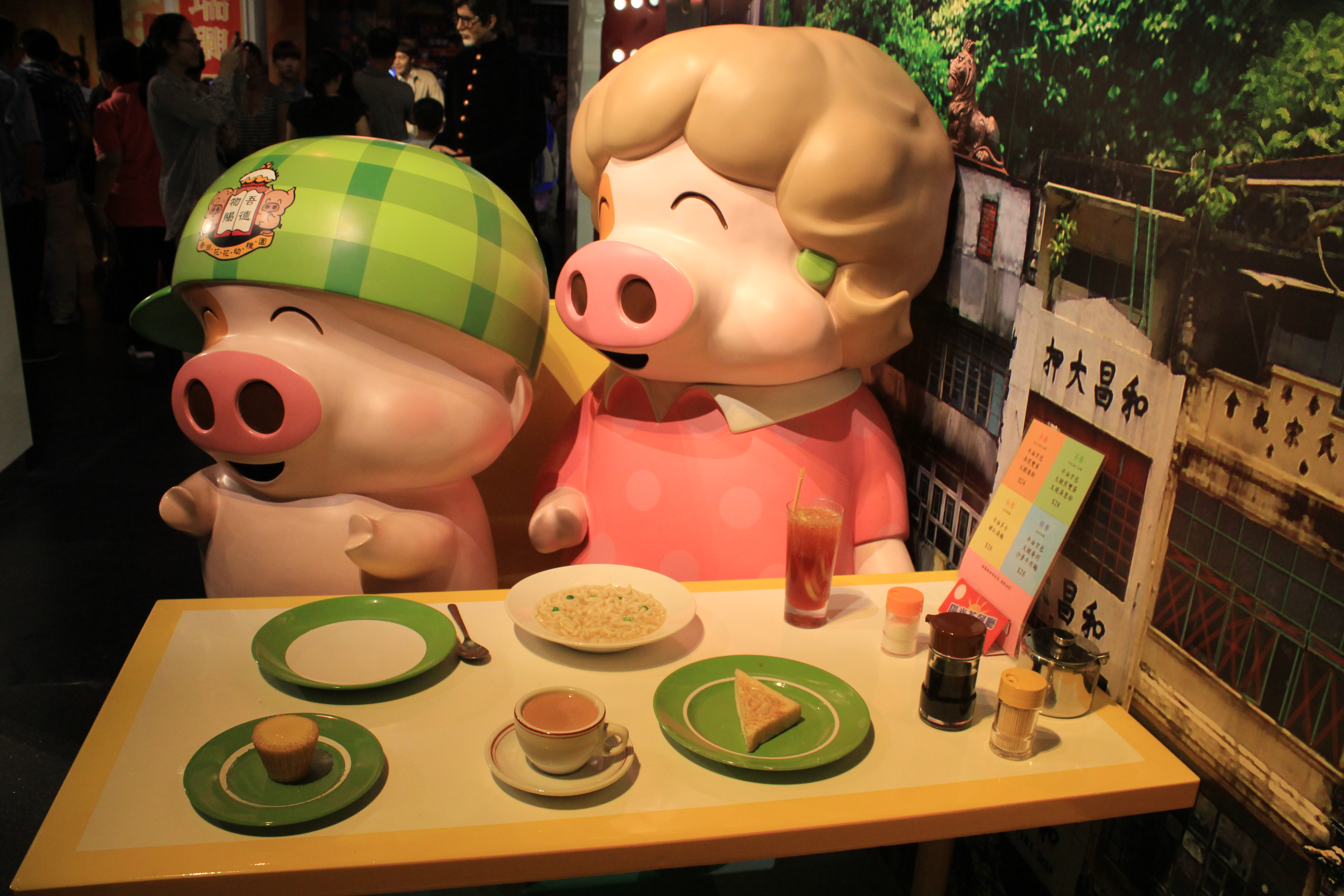
麦太和其子麦兜蠟像。

2011年，位於太平山頂凌霄閣的香港杜莎夫人蠟像館，在「世界首映」展區設置麥太與麥兜母子的蠟像，作永久展出。

### 評論
在各種對作品的分析中，麥太常被指出有著典型香港人的特質。中國內地影視學者邵奇在分析《麥兜响噹噹》時認為，相對於象徵作者藝術理想寄託的麥兜，麥太代表了香港社會上「不那麼成功」的中年人，他們奔波忙碌，但生活仍難有起色；麥太「求成心切，什麼都會一點卻什麼都做不好」；她從未放棄爭取更好的生活，表現了底層民眾的堅韌與質樸；也一直快速更新自己以應對環境變化，避免被淘汰，這點也是香港的寫照:139,141,143-144。北京電影學院的動畫研究員孫平亦指出，麥太在故事中經常為謀生及兒子的前途而奔波，她愛吃的炸雞品牌也名為「快快雞」（粵語版：頻蹸雞），皆反映香港人的生活狀態:10。研究電影音樂的香港學者羅展鳳則指出麥太奉行「多勞多得」及凡事搶先的精神:143。
香港評論家譚以諾則認為麥太嚮往從草根階層升上中產階層的「香港精神」。

## 備註
1. 1 2  在動畫中曾展示麥兜的出生証明文件，母親全名為譚玉蓮，故婚後名為麥譚玉蓮。
2. 1 2  以多部動畫電影為主，亦有電視[2]:272等其他媒體作品。
3. ↑  影射鮮魚行學校。